# 旗津輪渡站
旗津輪渡站，也稱旗津渡輪，主要連結旗津區與鼓山區之間的交通往返，由高雄市輪船公司負責營運。而最著名旗鼓航線連接高雄市最早開發的哈瑪星，不僅是旗津區民的公共交通渡輪，亦是遊客品嘗海鮮和美食、走訪古蹟老街的觀光交通渡輪。因應駁二藝術特區觀光發展，逢假日行人可從棧貳庫搭乘渡輪至旗津輪渡站，可以節省從捷運輕軌哈瑪星站步行到鼓山輪渡站的麻煩。

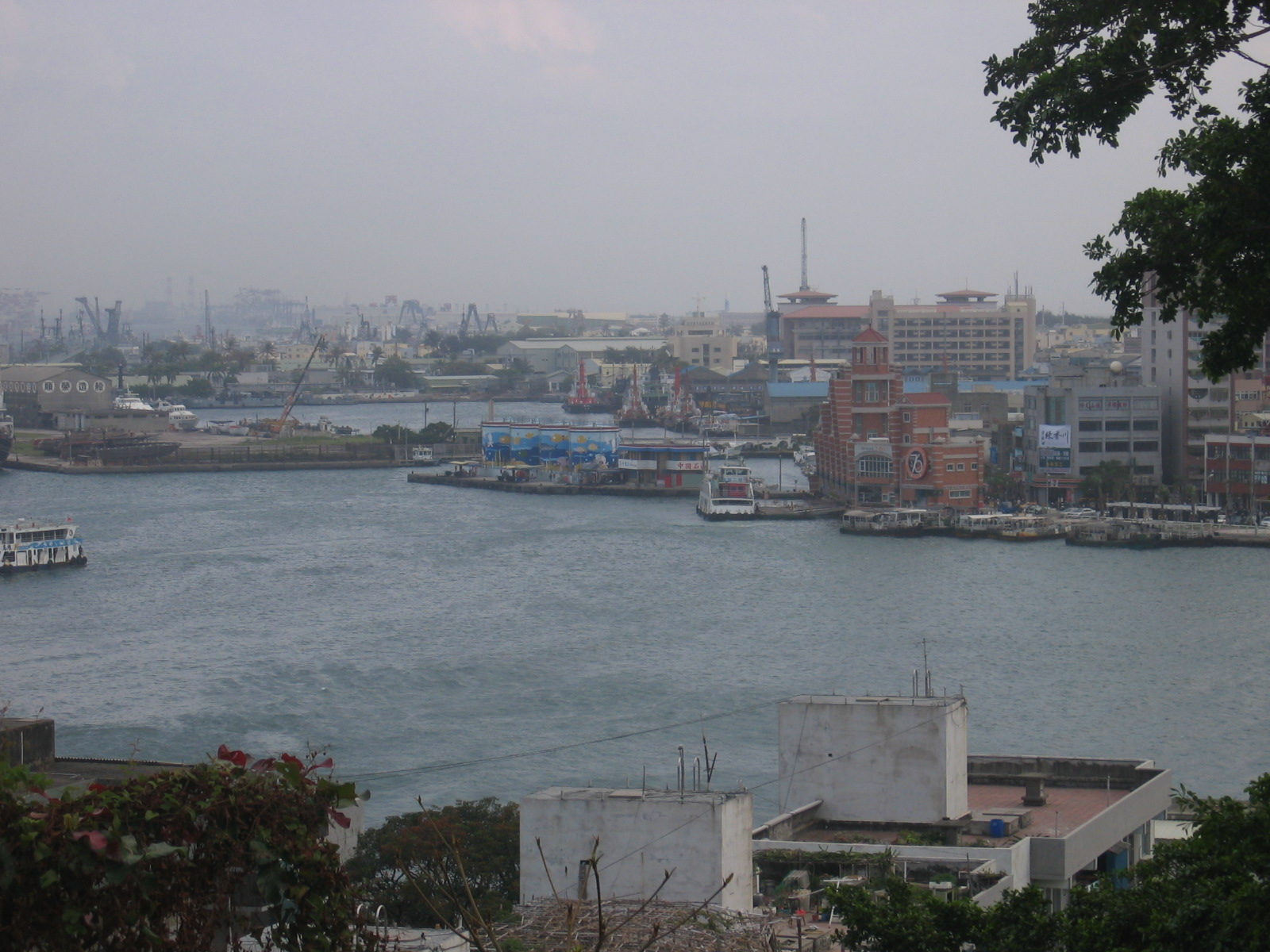
旗津輪渡站俯瞰圖

## 公車資訊
站牌名為《旗津輪渡站》
| 編號 | 經營業者 | 區間                       | 備註                |
| ---- | -------- | -------------------------- | ------------------- |
| 紅9A | 港都客運 | 前鎮站－旗津輪渡站         | 停靠 旗津輪渡站站牌 |
| 紅9B | 港都客運 | 旗津海水浴場－海洋探索館   | 停靠 旗津輪渡站站牌 |
| 紅9C | 港都客運 | 旗津海水浴場－旗津海岸公園 | 停靠 旗津輪渡站站牌 |

## 周邊
- 旗津老街（廟前路）
- 旗後燈塔
- 旗津星空隧道
- 旗津天后宮
- 旗津海水浴場
- 旗觀光市場
- 國立高雄科技大學旗津校區